# R̮̄
R̮̄ (minuscule : r̮̄), appelé R macron brève souscrite, est une lettre utilisée dans la romanisation ISO 15919.

## Représentations informatiques
Le R macron brève souscrite peut être représenté avec les caractères Unicode suivants :
- décomposé (commandes C0 et latin de base, diacritiques) :

| formes    | représentations | chaînes de caractères | points de code       | descriptions                                                             |
| --------- | --------------- | --------------------- | -------------------- | ------------------------------------------------------------------------ |
| capitale  | R̮̄               | R◌̮◌̄                   | U+0052 U+032E U+0304 | lettre majuscule latine r diacritique brève souscrite diacritique macron |
| minuscule | r̮̄               | r◌̮◌̄                   | U+0072 U+032E U+0304 | lettre minuscule latine r diacritique brève souscrite diacritique macron |